# Gmina Działoszyn
Die Gmina Działoszyn ist eine Stadt-und-Land-Gemeinde im Powiat Pajęczański der Woiwodschaft Łódź in Polen. Ihr Sitz ist die gleichnamige Stadt (deutsch Dzialoszyn) mit etwa 5900 Einwohnern.

## Geschichte
Der Hauptort erhielt mit Wirkung zum 1. Januar 1994 die Stadtrechte und die Gemeinde ihren gegenwärtigen Status.

## Gliederung
Zur Stadt-und-Land-Gemeinde Działoszyn gehören neben der Stadt selbst 15 Dörfer mit einem Schulzenamt:
Bobrowniki (1943–1945 Biberwald)
Draby
Grądy
Lisowice
Lisowice-Kolonia (1943–1945 Kabel)
Niżankowice (1943–1945 Gründau)
Posmykowizna
Raciszyn (1943–1945 Raldorf)
Sadowiec (1943–1945 Baumgart)
Sadowiec-Wrzosy
Szczepany
Szczyty (1943–1945 Schilddorf)
Trębaczew (1943–1945 Trümmerfeld)
Zalesiaki (1943–1945 Waldenau)
Zalesiaki-Pieńki
Weitere Ortschaften der Gemeinde sind:
Bugaj
Kapituła
Kiedosy
Młynki
Patoki Małe
Sadowiec-Niwa
Sadowiec-Pieńki
Sęsów
Szczyty-Błaszkowizna
Szczyty-Las
Tasarze
Węże
Wójtostwo